# 贡纳尔·阿斯特
贡纳尔·阿斯特（瑞典語：Gunnar Asther，1892年3月4日—1974年2月28日），瑞典男子帆船运动员。他曾代表瑞典参加1932年夏季奥林匹克运动会帆船比赛，联同Daniel Sundén-Cullberg获得一枚铜牌。